# Catawishi
I Catawishi (o anche Katawixi) sono un piccolo gruppo etnico del Brasile, vicino all'estinzione, che ha una popolazione stimata in circa 10 individui. Parlano la lingua Katawixi (codice ISO 639: QKI) e sono principalmente di fede animista.
Vivono nello stato brasiliano dell'Amazonas.